# Naturschutzgebiet Rossgarten
Das Naturschutzgebiet Rossgarten ist eine Uferlandschaft am Rhein und ein 1992 ausgewiesenes Naturschutzgebiet im Schweizer Kanton Aargau. Es ist eine Teilfläche des dezentralen Auenschutzparks Aargau.

## Geografie
Das Gebiet bildet eine schmale Auenlandschaft von nationaler Bedeutung an der Flussstrecke in den Gemeinden Leibstadt und Schwaderloch. Es liegt auf 305 m ü. M. am linken Ufer des alten Flussbetts des Rheins unterhalb des Stauwehrs des Wasserkraftwerks Albbruck-Dogern. Der Wasserstand ist seit der Ableitung einer beträchtlichen Wassermenge durch den rechtsseitigen Oberwasserkanal zum Kraftwerk geringer, schwankt jedoch in Perioden mit Hochwasser. In der flachen Uferzone des Gebiets Rossgarten nördlich des Dorfes Schwaderloch ist eine der wenigen tiefen Auenflächen am Hochrhein und der einzige Auwald des Fricktals erhalten geblieben. Dieser ist als Naturwaldreservat geschützt.
In der Nähe des Schutzgebiets steht der Infanteriebunker Rossgarten A 430 der Sperrstelle Schwaderloch, die zu einer Grenzbefestigung der Schweizer Armee aus dem Zweiten Weltkrieg gehört.
Oberhalb und unterhalb des Auenschutzgebiets befinden sich am Rheinufer die beiden kleinen Schutzgebiete Schanz und Im Sand von Pro Natura.